# Royston Drenthe
Royston Rickie Drenthe (født 8. april 1987), er en hollandsk tidligere fodboldspiller, der gennem karrieren spillede for blandt andet Feyenoord, Real Madrid og Everton.